# Gourbobo
Gourbobo (auch: Gourbabo, Guirbobo) ist ein Dorf in der Landgemeinde Gangara in der Region Zinder in Niger.

## Geographie
Das Dorf liegt am Rand der Landschaft Damergou. Es befindet sich rund 47 Kilometer nördlich des Hauptorts Gangara der gleichnamigen Landgemeinde, die zum Departement Tanout in der Region Zinder gehört. Zu den Siedlungen in der näheren Umgebung von Gourbobo zählen Takoukout im Nordosten und Kékéni im Südwesten.
Das Dorf besteht aus zwei Ortsteilen, die jeweils von eigenen traditionellen Ortsvorstehern (chefs traditionnels) geleitet werden: Gourbobo I im Süden und Gourbobo II im Norden.
Gourbobo ist Teil der Übergangszone zwischen Sahara und Sahel. Die durchschnittliche jährliche Niederschlagsmenge beträgt hier zwischen 200 und 300 mm.

## Geschichte
Gourbobo wurde Mitte des 20. Jahrhunderts gegründet. Der traditionelle Ortsvorsteher mit dem Titel Lamido steht einer Fulbe-Gruppierung vor. Dies zog zahlreiche Fulbe-Viehzüchter an, wodurch sich Gourbobo in der Dürreperiode von Ende der 1960er Jahre bis Mitte der 1970er Jahre zu einem bedeutenden Marktort entwickelte.

## Bevölkerung
Bei der Volkszählung 2012 hatte Gourbobo 2582 Einwohner, die in 480 Haushalten lebten. Bei der Volkszählung 2001 betrug die Einwohnerzahl 1571 in 253 Haushalten und bei der Volkszählung 1988 belief sich die Einwohnerzahl auf 1308 in 268 Haushalten.
Die Bevölkerungsdichte in diesem Gebiet ist mit 10 bis 20 Einwohnern je Quadratkilometer relativ gering.

## Wirtschaft und Infrastruktur
Gourbobo liegt zwischen der Ackerbauern-Zone des Südens und der Viehzüchter-Zone des Nordens. Zwischen beiden Gruppen bestehen Landnutzungskonflikte. Im Dorf wird ein Wochenmarkt abgehalten. Hier bieten Wirtschaftstreibende aus Gourbobo, Zinder und anderen Orten Waren und Dienstleistungen für die nomadischen Viehzüchter an. Der Markttag ist Freitag.
Mit einem Centre de Santé Intégré (CSI) ist ein Gesundheitszentrum im Ort vorhanden. Es gibt eine Schule. Das nigrische Unterrichtsministerium richtete 1996 gemeinsam mit dem Welternährungsprogramm der Vereinten Nationen zahlreiche Schulkantinen in von Ernährungsunsicherheit betroffenen Zonen ein, darunter eine für Nomadenkinder in Gourbobo.
Die 12,74 Kilometer lange Route 726, eine einfache Erdstraße, verbindet den Ort mit der Nationalstraße 11 in Takoukout.